# Геологія і геохімія горючих копалин
«Геологія і геохімія горючих копалин» — український науковий журнал.
У журналі публікуються загальнотеоретичні і методичні статті з усіх питань геології і геохімії горючих копалин.
Зокрема висвітлюється така тематика:
- регіональна геологія, стратиграфія, палеогеографія і тектоніка районів поширення горючих копалин, умови формування закономірності розміщення їхніх родовищ;
- проблеми седиментології і літології провінцій горючих копалин;
- генеза горючих копалин – нафти, газу, вугілля, горючих сланців та ін.;
- структурні особливості земної кори в межах нафтогазоносних провінцій;
- колекторські властивості продуктивних горизонтів нафтових і газових родовищ;
- методика пошуків, розвідки й оцінки прогнозних запасів родовищ горючих копалин;
- геохімія глибинних розчинів, пов’язаних з процесами, що відбуваються у верхній мантії і земній корі;
- хімічний та ізотопний склад горючих копалин;
- моделювання процесів утворення і метаморфізму горючих копалин;
- міграція нафти і газу; проблеми геотехнології горючих копалин;
- хімічний і ізотопний склад горючих копалин;
- геохімія рідкісних і розсіяних елементів у породах нафтогазоносних і вугленосних районів;
- гідрогеологія, гідрогеохімія і охорона гідросфери.

Журнал має статус наукового фахового видання, затверджений Департаментом атестації кадрів МОН України (наказ Міністерства освіти і науки України від  13. 03.2017 р. № 374).